# Ectasia
Per  ectasia (dal greco ἔκτασις -εως, estensione, allungamento) in campo medico, si intende una dilatazione patologica di un organo cavo o di un vaso sanguigno.

## Tipologia
Alcuni esempi:
- ectasia duttale, dilatazione di un dotto, comune nel caso dei tubuli mammari nelle donne in seguito alla menopausa;
- ectasia aortica;
- ectasia delle arterie coronariche;
- ectasia delle vene del plesso pampiniforme nel varicocele;
- bronchiectasia  dilatazione irreversibile di una porzione dell'albero bronchiale dei polmoni.